# Mesquita de Laleli

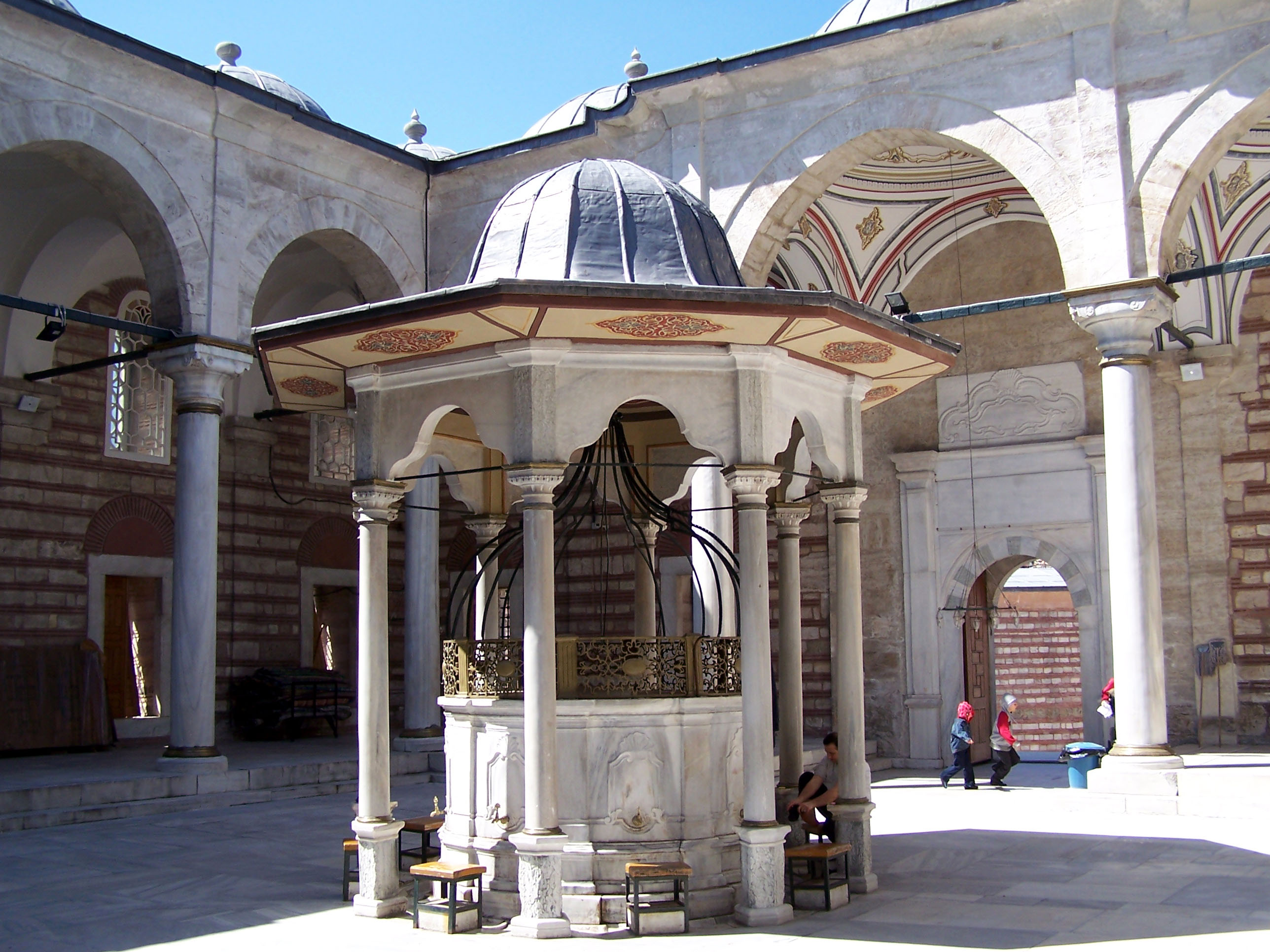
Pati

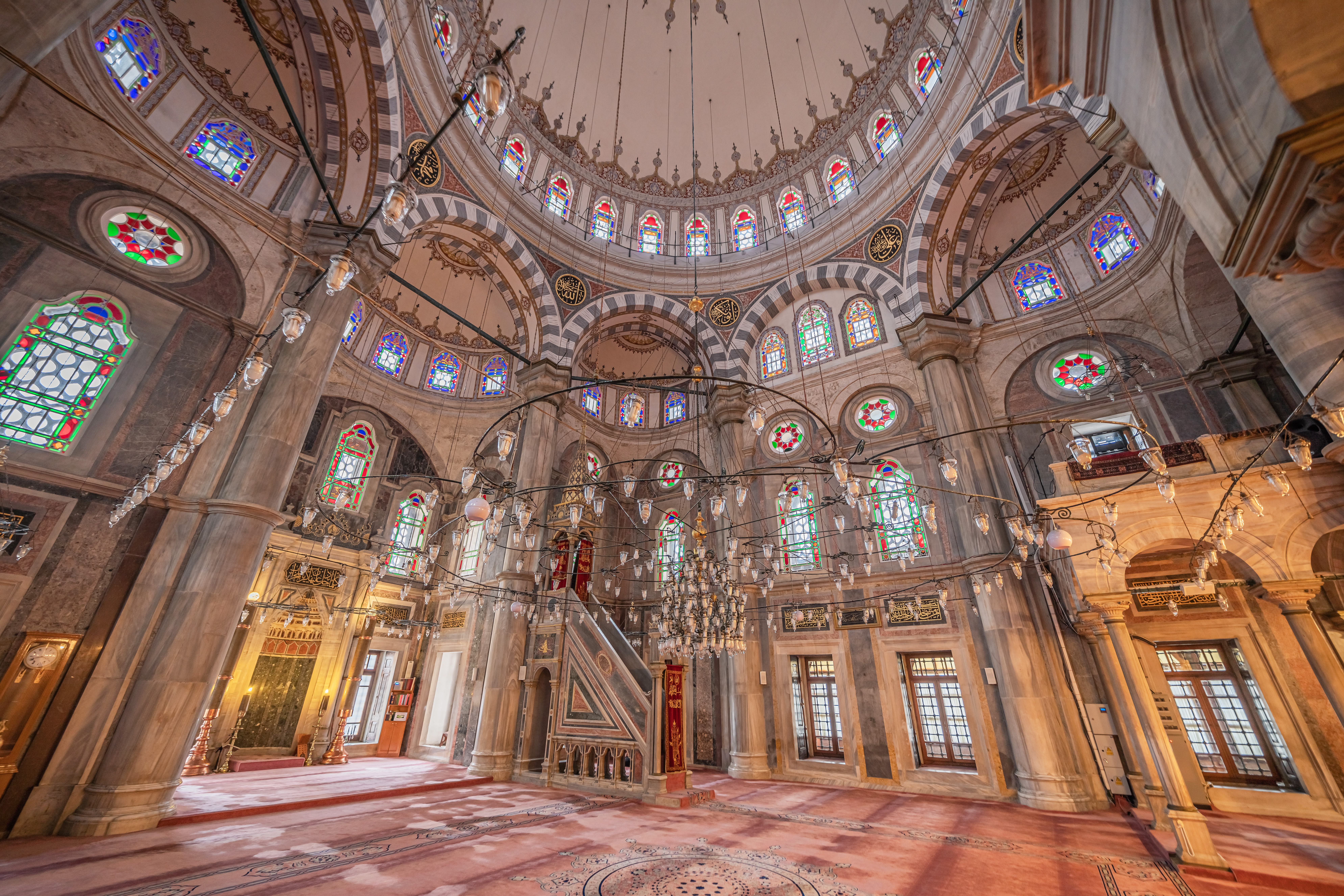
Interior

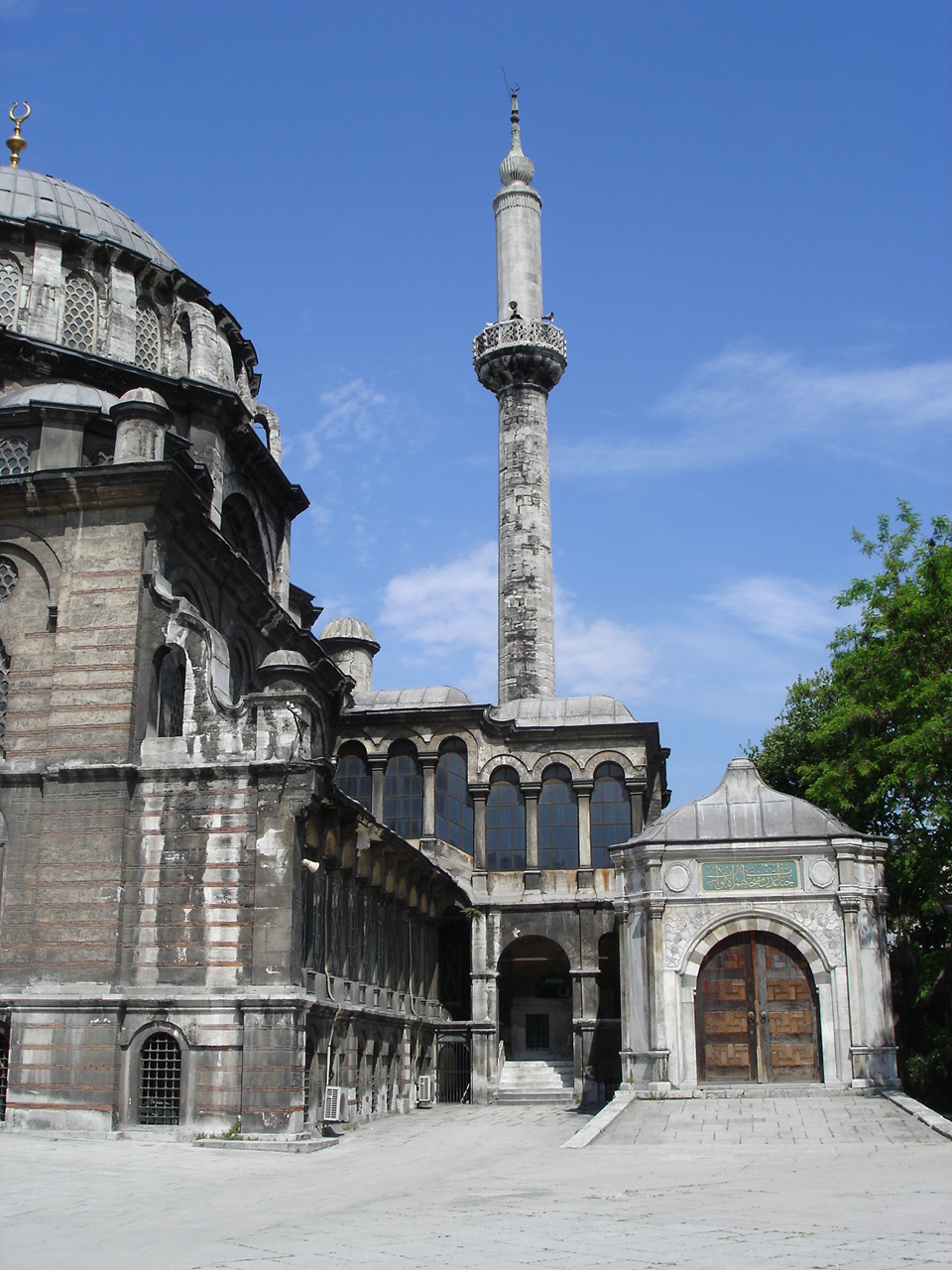

La Mesquita de Laleli o de la Tulipa (turc: Laleli Camii) és una mesquita otomana situada al barri de Laleli, al districte Fatih d'Istanbul, a Turquia.

## Història
La mesquita i el seu conjunt (turc: külliye) associat foren construïts per ordre del sultà Mustafà III, entre els anys 1760 i 1783. El seu estil és barroc otomà. Les opinions sobre quin n'hauria estat l'arquitecte principal es divideixen: potser la tesi més acceptada és la que hauria estat Mehmet Tahir Ağa, però molts hi suggereixen Haci Ahmed Ağa.
El nom Laleli deriva de lale (tulipa en turc), i se suposa que el nom prové del sant, Laleli Baba, del qual hi havia un túmul al costat de la mesquita fins a la dècada dels 1950; o potser prové de la Fonte de Laleli, esmentada en documents del segle XVIII.
El conjunt es va cremar el 1783, i després el van restaurar. El 1911, un altre foc en va destruir la madrassa, situada en un carrer lateral. El que restava de la madrassa i el barri residencial del segle XVIII, els van enderrocar al 1918 per a fer una urbanització més moderna, amb carrers perpendiculars. El context urbanístic en què la mesquita s'insereix es tornà a canviar el 1956, quan s'allargà l'avinguda del sud. Des de llavors, Laleli s'ha transformat en una àrea residencial turística i de comerç internacional.

## Arquitectura

### Exterior
La mesquita es troba al bell mig d'un grup de botigues amb volta, les rendes de les quals es destinaven a finançar el manteniment i activitats de la mesquita i de la külliye. Sota la mesquita hi ha una sala àmplia, suportada per vuit enormes pilars, amb una font al centre.
L'eix de la mesquita s'orienta al nord-est-sud-est. El pati és rectangular i la seua àrea és si fa no fa el doble de la de l'espai interior. Hi ha una font d'ablucions al centre del pati i és envoltat per una arcada contínua amb 18 seccions amb cúpules. Tota l'estructura és de rajola i maçoneria. La mesquita té dos minarets, un en cada xamfrà del pòrtic que dona accés al pati.

### Interior
La mesquita és un octàgon inscrit en un rectangle, amb una galeria a l'extrem occidental. Les parets són cobertes de marbres vermells, blaus i marrons, l'efecte decoratiu dels quals és reforçat per medallons de pedra dura, ònix i jaspi. El mihrab i el mínbar estan ricament decorats. L'interior està ben il·luminat per moltes finestres, moltes amb vitralls.
La cúpula té 12,5 m de diàmetre i 24,5 m d'alçada i descansa sobre un octàgon d'on ixen vuit arcs. Tret dels dos pilars del nàrtex, tots els pilars estan encastats a les parets.

### Külliye(conjunt)
El conjunt originari de la mesquita incloïa, a més d'aquesta, una madrassa (escola islàmica), un imaret (menjador de beneficència), una font pública (çesme), un sabil (abeurador), un cementeri amb türbes, una sala per al zelador de la mesquita (muvakkithane), cambres per a l'imam i el muetzí, un han (hostatjaria o caravanserrall) i botigues. El hamam de Çukurcuma, situat a la rodalia, és de tant en tant considerat com a part del külliye, tot i ser més antic.
La major part del külliye va desaparéixer al llarg del temps, i només se n'ha conservat en bon estat la turba, en què són els túmuls de Mustafà III, la seua esposa Mihrisah Sultan, el seu fill Selim III, i les filles Hibetullah Sultan, Fatma Sultan i Mihrimah Sultan. L'interior del mausoleu té rajoles de Nicea (Iznik) i una franja amb relleus cal·ligràfics a la banda superior de les parets.